# مؤتمر نيون
مؤتمر نيون هو مؤتمر دبلوماسي انعقد في نيون، سويسرا في سبتمبر 1937 بشأن الهجمات التي وقعت على النقل البحري الدولي في البحر الأبيض المتوسط أثناء الحرب الأهلية الإسبانية. وقد انعقد المؤتمر جزئيًا إلى حد لأن إيطاليا كانت قد شنت حرب غواصات غير محدودة، على الرغم من أن ائتلاف المؤتمر الختامي لم يتهم إيطاليا بذلك مباشرة؛ وبدلًا من ذلك أشير إلى تلك الهجمات باعتبارها «قرصنة» قامت بها جهة مجهولة الهوية. وهدف المؤتمر إلى تعزيز سياسة عدم التدخل في الحرب الأهلية الإسبانية، قاد المؤتمر كل من المملكة المتحدة وفرنسا، وحضره أيضًا بلغاريا، مصر، اليونان، رومانيا، تركيا، الاتحاد السوفياتي، ويوغوسلافيا.
ووُقِعت الاتفاقية الأولى في 14 أيلول/سبتمبر عام1937م، واشتملت على خطط لشن هجوم مضاد على غواصات المعتدي. وأُُنشِْئت دوريات بحرية وكانت المملكة المتحدة وفرنسا على وشك إنشاء دوريات في معظم المناطق الغربية من البحر الأبيض المتوسط وفي مناطق شرقية أخرى، وكانت الدول الأخرى الموقعة مستعدة لإنشاء دوريات في البحار الخاصة بها. وكان لإيطاليا الحق في الانضمام إلى الاتفاقية وفي إنشاء دوريات في البحر التيراني إذا رغبت في ذلك. وتبعت هذه الاتفاقية، أخرى وُقِعت بعد ثلاثة أيام، مُطبِقة أحكامًا مماثلة على سطح السفن. ولم تحضر ألمانيا الاتفاقية، على الرغم من أنها نفذت عملية إنشاء الدوريات البحرية في تشرين الثاني/نوفمبر. وفي حالة تناقض ملحوظ مع أعمال لجنة عدم التدخل ولجنة عصبة الأمم، نجح هذا المؤتمر في منع الهجمات التي تشنها الغواصات.

## إطار المؤتمر وتنظيمه
حاولت لجنة عدم التدخل، وهي لجنة مكونة من أربعة وعشرين دولة تأسست في عام 1936 وكان مقرها العاصمة البريطانية، الحد من وصول الأسلحة إلى الأطراف المشاركة في الحرب الأهلية الإسبانية. وفي المملكة المتحدة، شكل ذلك جزءًا من سياسة الاسترضاء تجاه ألمانيا وإيطاليا والتي تهدف إلى منع حرب بالوكالة - مع إيطاليا وألمانيا اللتين كانا يدعمان ائتلاف فرانسيسكو فرانكو الوطني من ناحية والاتحاد السوفياتي الذي كان يدعم القسم الجمهوري من ناحية أخرى - من التصاعد إلى صراع رئيسي يشمل كل البلدان الأوروبية. ووُقِعت اتفاقية«جنتلمان» بين إنجلترا وإيطاليا في الثاني من يناير/ كانون الثاني عام 1937، ونصت على احترام كل طرف حقوق الطرف الثاني في اتخاذ سياسة ما في منظقة البحر المتوسط، وكانت تهدف هذه الاتفاقية إلى تحسين العلاقات الأنجلو إيطالية. في مايو 1937، خلف نيفيل تشامبرلين، ستانلي بالدوين في منصب رئيس وزراء بريطانيا، واعتمد سياسة جديدة للتعامل مباشرة مع ألمانيا وإيطاليا. وظن البريطانيون أنه يمكنهم إقناع إيطاليا بالتخلي عن ألمانيا من خلال التهدئة.
وبموجب خطة لجنة عدم التدخل، عُين مراقبون محايدون بالموانئ الإسبانية وبالحدود. بدأت الخطة أيضا في تخصيص الدوريات للمملكة المتحدة ولفرنسا ولألمانيا ولإيطاليا، وبدأت الدوريات في نيسان/أبريل. ونتيجة للهجمات التي شُنت على الطراد لايبزيغ الألماني يومي 15 و 18 يونيو، انسحبت ألمانيا وإيطاليا من الدوريات. عرضت المملكة المتحدة وفرنسا حل محل ألمانيا وإيطاليا في دوريات الأقسام الخاصة بهما، ولكن القوى الأخيرة رأت أن هذه الدوريات من المكن أن تكون متحيزة إلى حد ما. اقترحت الأميرالية البريطانية أربع خططًا ردًا على الهجمات التي وقعت على النقل البحري البريطاني، وفضلت إرسال الموارد البحرية الكبيرة إلى البحر الأبيض المتوسط معتبرة ذلك الحل الأفضل؛ وتم التهرب من تدابير الرقابة السابقة على نطاق واسع. واتهمت بعض القوى الأخرى، إيطاليا بأنها وراء بعض هذه الهجمات. وأثناء وجودها في وضع سلمي، أمرت القيادة الإيطالية قد أمرت ببدء حرب غواصات غير محدودة، تلك الحرب المشار إليها في المناقشة، دون ذكر إيطاليا، بوصفها حملة قرصنة.كانت هذه الخطط الأساس لاجتماع البحر الأبيض المتوسط، الذي اقترح عقده وزير الخارجية الفرنسي إيفون ديلبوس. وفي الوقت نفسه، بدءً من ليلة 31 أغسطس إلى يوم 1 سبتمبر، هاجمت الغواصة الإيطالية" Ride" دون جدوى، المدمرة البريطانية" Havoc" باستخدام طوربيدات، بين خليج فالنسيا وجزر البليار، فعزز ذلك موقف وزير الخارجية البريطاني أنطوني إيدن المتشكك نحو إيطاليا. دفع الهجوم الممثل البريطاني في روما إلى الاحتجاج أمام وزير الشؤون الخارجية الإيطالية، ولكن جاء ذلك دون استجابة.
كان ما يصل إلى 60000 متطوع إيطالي يعمل في ذلك الحين في إسبانيا، فناقشت لجنة عدم التدخل فكرة إزالة الرعايا الأجانب. وقد أصدرت إيطاليا بيانًا بأنها ستتوقف عن إرسال المتطوعين الإيطاليين للقتال في إسبانيا يوم 7 يناير/ كانون الثاني عام 1937م، وأنها ستضع حظر على المتطوعين يوم 20 من الشهر نفسه، واتفقت على أيضًا على دعم القيود المفروضة على عدد من المتطوعين في يوم 25. واستمرت إيطاليا في الطالبة بمنح القوميين والجمهوريين حقوق المحاربة، حتى يستطيع كل منهما الحصول على حق تفتيش سفن التهريب، وبالتالي الاستغناء عن الدوريات البحرية. وقد عارضت المملكة المتحدة، وفرنسا والاتحاد السوفيتي، هذا الطلب. وكان اعتراف بريطانيا بالسيادة الإيطالية على الحبشة في أعقاب الحرب الإيطالية-الحبشية الثانية، قضية مهمة خلال المناقشات الأنجلو- الإيطالية التي جرت في أغسطس 1937. وبعد خلاف عدن مع تشامبرلين واللورد هاليفاكس، زعيم مجلس اللوردات وأحد الساسة المؤثرين، حول هذه القضية، تم تأجيل أي اتفاق للاعتراف بالسيادة الإيطالية حتى بعد عقد المؤتمر البحري المخطط له.
وفي الخامس أو السادس من سبتمبر/ أيلول، رتب البريطانيون لمؤتمر لجميع أطراف ساحل ساحل البحر المتوسط، جنبًا إلى جنب مع ألمانيا. كان من المقرر أن يُعقد المؤتمر في نيون، بسويسرا - وتم تجنب جنيف لأن الإيطاليين رأوا أنها اشتركت في إجراءات عصبة الأمم خلال الأزمة الحبشية. وافقت المملكة المتحدة على طلب فرنسا بتوجيه دعوة إلى الاتحاد السوفييتي، ولكنها منعت محاولة فرنسا لدعوة ممثل من الحزب الجمهوري بإسبانيا. وأعرب البرتغال عن استغرابه من عدم توجيه دعوة إليه. وعارض رئيس الوزراء الفرنسي الجديد كميل شوتيمبس، التدخل المباشر في المسألة الإسبانية. وقبل الاتحاد السوفيتي الدعوة، مشيرًا إلى أنه سيستغل الفرصة لإلقاء اللوم على إيطاليا بشأن الهجمات على الشحن. واتهمت الحكومة السوفياتية رسميًا، الإيطاليين بإغراق اثنين من السفن السوفياتية التجارية، وهما"Tuniyaev" و"Blageav"،  وهو اتهام وصفه الإيطاليون بأنه«عدواني وهجومي». وربما كانت هذه محاولة من جانب الاتحاد السوفياتي لدفع إيطاليا وألمانيا بعيدًا عن المؤتمر. ورفضت ألمانيا الدعوة، مشيرة إلى أن القرصنة وغيرها من القضايا التي يناقشها المؤتمر، ينبغي التعامل معها من خلال الاجتماعات العادية للجنة عدم التدخل، وليس من خلال مؤتمر مثل مؤتمر نيون. ورفضت المملكة المتحدة وفرنسا هذا الاقتراح، واستمرتا في إعداد المؤتمر. وبعد وقت قصير، رفض الإيطاليون أيضًا. وذكرت لجنة عدم التدخل، أنها تمتاز بالقدرة على اشتمال القوى الأوروبية الأخرى، لا سيما بولندا والبرتغال.

## البنود

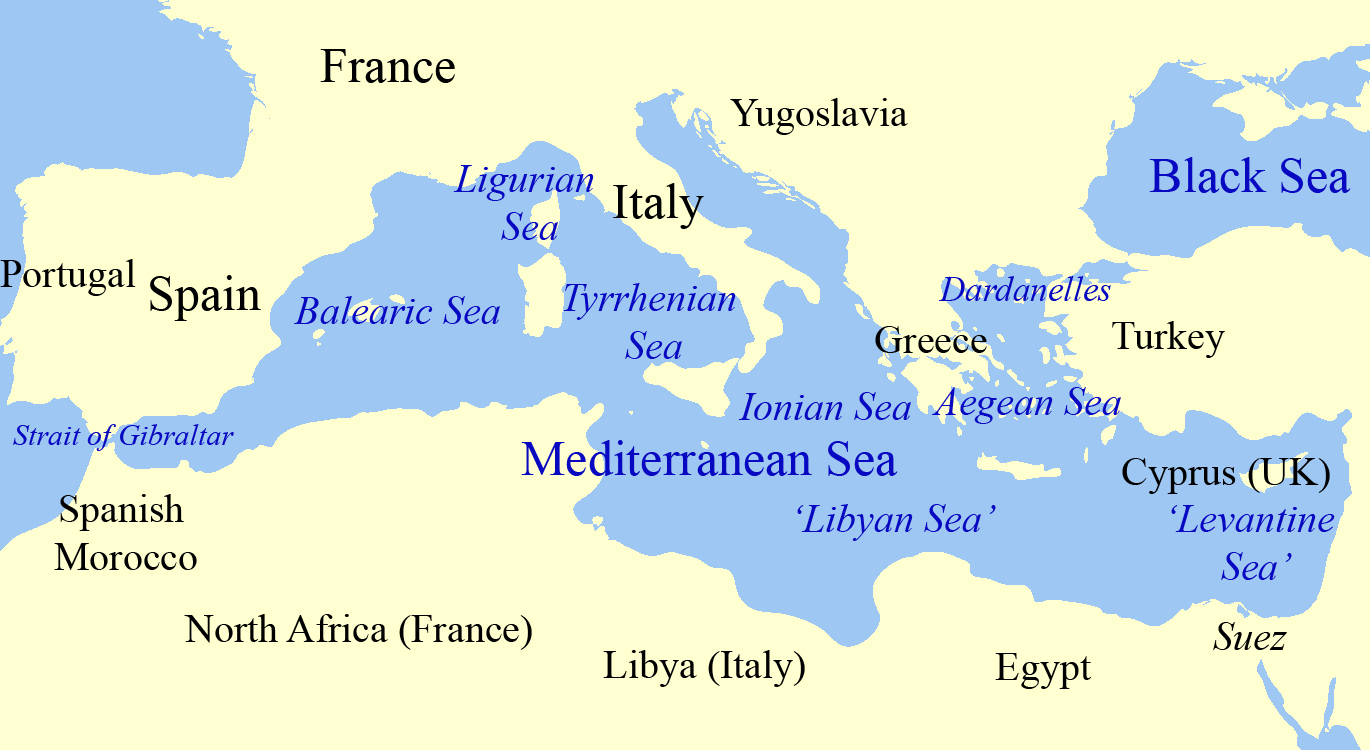
خريطة ساحل البحر الأبيض المتوسط، والتي توضح بعض المناطق المُشار إليها في المؤتمر.

رفض موظفو البحرية البريطانية والفرنسية فكرة وجود نظام القوافل في مقترحات المشاريع. وأراد البريطانيون الحد من أنشطة الغواصات، استنادًا إلى النظرية التي مفاداها أن التركيز على الهجمات السرية للغواصات من شأنه أن يساعد في تجنب المواجهة، في حين أن الفرنسيين اعتبروا أن سفن السطح والطائرات لها القدر نفسه من الأهمية. احتج الفرنسيون في خطة لخلق أسراب متعددة القومية، غير مؤيدين فكرة أن تكون السفن الفرنسية المقبلة تحت قيادة الأجانب. وفي 8 سبتمبر/أيلول نُقشت بعض الخطط في مجلس الوزراء البريطاني، ومنها خطة إقامة ثماني مجموعات من ثلاث مدمرات لغرب البحر الأبيض المتوسط. عُقدت محادثات أولية مع الفرنسيي يوم 9 سبتمبر، وبدأ المؤتمر يوم 10 من الشهر نفسه. واتخذت الإجراءات شكلين: المناقشات بين البريطانيين والفرنسيين، والاجتماعات الرسمية لجميع الأطراف الحاضرين. وعارض العديد من الدول الأخرى مشاركة القوات البحرية السوفياتية في البحر الأبيض المتوسط، لذلك وافقت المملكة المتحدة وفرنسا على التعامل مع دوريات بحر ايجه. وعلى نحو غير مُتوقع، وافق الاتحاد السوفيتي على ذلك.
وانتهى المؤتمر في 14 سبتمبر/أيلول بالتوقيع على«اتفاقية البحر الأبيض المتوسط». كان الموقعون بلغاريا، مصر، فرنسا، اليونان، رومانيا، تركيا، المملكة المتحدة، الاتحاد السوفياتي ويوغوسلافيا. ونوهت الاتفاقية بأن هجمات الغواصات على سفن الشحن المحايدة، تُعتبر مخالفة لمعاهدة لندن البحرية (وُقعت في عام 1930) ولبروتوكول الغواصة، وهو جزء من معاهدة لندن البحرية الثانية (وُقعت في عام 1936).
ونصت الاتفاقية على أن أي غواصة تهاجم سفن الشحن المحايدة، من المقرر إغراقها إن أمكن، بما في ذلك الغواصات المسؤوله عن الهجمات الأخيرة. وستقوم الأساطيل الفرنسية والبريطانية بدوريات في البحار غرب مالطا وبمهاجمة أي غواصات مشبوهة، مع تقسيم الدوريات بين المملكة المتحدة وفرنسا، وهذا ما تقرره حكوماتهم. وسيقوم كلا البلدين بدوريات في أعالي البحار والمياه الإقليمية للبلدان الموقعة على اتفاقية البحر الأبيض المتوسط. وكان من المفترض أن يوفر البريطانيون أكثر من نصف ال 60 مدمرة اللازمة، على أن يوفر الفرنسييون باقي المدمرات ومعظم الطائرات. واتُفق على أن إيطاليا يمكنها المشاركة في دوريات البحر التيراني إذا رغبت في ذلك. وفي شرق المتوسط، تقوم السفن البريطانية والفرنسية بدوريات تصل إلى مضيق الدردنيل، ولكنها لا تقوم بذلك في البحر الأدرياتيكي. وفي هذه المنطقة، ستقوم البلدان الموقعة بدوريات المياه الإقليمية الخاصة بها، وسوف تقدم أي مساعدة معقولة للدوريات الفرنسية والبريطانية. وخُصصت مراجعة مستقبلية لهذه الأحكام، بما في ذلك الطريقة التي تم تقسيم المنطقة من خلالها. ويصبح نشاط الغواصات محظورًا في حالتين: السفر باستخدام سفينة السطح، والقيام بأنشطة في بعض المناطق لأغراض التدريب. ويمك للحكومات فحسب أن تسمح بمرور الغواصات الأجنبية في المياه الإقليمية في الحالات القصوى، مثل حالة الاستغاثة العاجلة.
كما سيتم إبلاغ سفن الشحن بضرورة الالتزام بطرق شحن معينة. وكررت الاتفاقية اقتراح انضمام إيطاليا إلى المشروع. وصرح ديلبوس بإعداد مقترحات مماثلة حول الطائرات السطحية. وتدخل أحكام الاتفاقية حيز التنفيذ في 20 سبتمبر/ أيلول. وعلم البريطانييون والفرنسييون أن عمليات الغواصات الإيطالية السرية قد توقفت بالفعل، ولكن بدأ تطبيق إجراءات اتفاقية المؤتمر في منتصف ليلة 19/20 سبتمبر/ أيلول. كان مندوبو الاتفاقية سعداءً، وشبهتهم صحيفة التايمز بلاعبي الكريكيت «يراجعون أدوارهم، ويرد كل طرف على الآخر».
انتقل موظفو البحرية الفرنسية والبريطانية إلى جنيف، حيث وُقعت الاتفاقية الثانية يوم 17 سبتمبر/ أيلول 1937. ووسعت هذه الاتفاقية القوانين الحاكمة لحرب الغواصات لتشمل سفن السطح، ووقعها موقعو الاتفاقية الأولى أنفسهم. ونُشرت النسخ الرسمية لكلا الاتفاقيتين باللغة الفرنسية والإنجليزية. ولم تنفذ عدة مقترحات: على سبيل المثال، أراد الأدميرال البريطاني أيرنل شاتفيلد أن تكون الأحزاب الإسبانية قادرة على التحقق من أن علم سفينة معروضًا بطريقة صحيحة، وبالتالي تتمكن من منع الهجمات على الشحن البريطانية إذا استمرت سفن الجمهوريين في استخدام العلم البريطاني كوسيلة للهروب. وكان سيفيد ذلك القوميين، وأصر الفرنسييون على إسقاط هذا البند. أراد اليونان وتركيا أن تضع السفن علامات واضحة حتى تتمكنا من استبعادها، وذلك لعدم الاضطرار إلى إطلاق النار على سفينة حربية ألمانية أو إيطالية.وقد رُفض ذلك، ولكن أُُدخل تعديل يسمح للدول إصدار الأوامر التي تفضلها في المياه الإقليمية الخاصة بها. وصدر اقتراح إطلاق النار على أي طائرة مهاجمة بكل سهولة. ولاقى اقتراح آخر بشأن سفن السطح (واللذي نص بشكل غير صحيح على عدم وجود أي هجوم بعد) تشددًا وفي نهاية المطاف أُضيفت فقرة تنص على أن المعتدين سيتعرضون للهجوم، بناءً على طلب من الفرنسيين. وقدم اقتراح سوفيتي من شأنه التعزيز من تأثير الاتفاقية.

## التداعيات

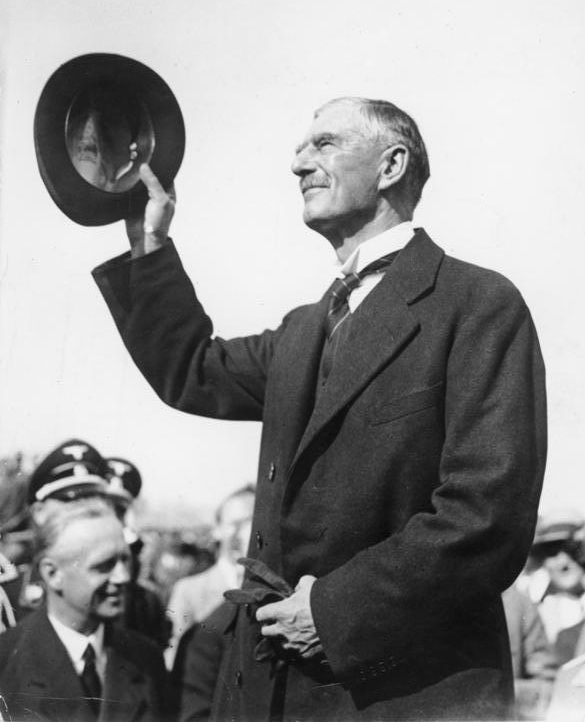
نيفيل تشامبرلين في سبتمبر 1938

وفي الوقت نفسه، يوم 13 سبتمبر، دُعيت إيطاليا للانضمام إلى الاتفاقية، ولكنها رفضت ذلك قاطعًا، ورفضت القيام بدوريات في البحر التيراني. وطالبت ب«المساواة المطلقة» مع المملكة المتحدة وفرنسا، وهذا يعني أخذها الحق في القيام بدوريات في منطقة البحر الأبيض المتوسط. أشارت إيطاليا فيما بعد أن هذا الرفض سيتحول إلى موافقة إذا ما مُنحت المساواة التامة بهذين البلدين. وفي الوقت نفسه، في اليوم الخامس عشر، أرسلت حكومة بينيتو موسوليني غواصتين لفصيل فرانسيسكو فرانكو الوطني. ورفض الاتحاد السوفياتي استخدام إيطاليا لطرق سير الدوريات؛ رفض الأتراك واليونانيون واليوغوسلاف السماح للإيطاليين باستخدام موانئهم. ووُقعت تسوية يوم 30 سبتمبر/ أيلول، وبدأت الدوريات الإيطالية في 10 نوفمبر /تشرين الثاني. ورغبت الحكومة البريطانية، وعلى وجه الخصوص نيفيل تشامبرلين، في تحسين العلاقات مع إيطاليا وتحقق ذلك بتوقيع اتفاقيات الأنجلو الإيطالية عام 1938.
وكانت الدوريات تمثل ضغطًا على البحرية الملكية، وخًففت الأحكام بتوقيع الاتفاقية الفرنسية، اعتبارًا من يناير/ كانون الثاني. وسرعان ما عاد نشاط الغوصات واستؤنفت الدوريات الكاملة في أوائل فبراير/ شباط. وعلى وجه الإجمال، لم يكن النشاط البحري خلال هذه الفترة كبيرًا؛ وقد خُففت الدوريات مرة أخرى في شهر مايو/ أيار، وعُلقت الاتفاقية في أغسطس. وكان نجاح المؤتمر في تناقض ملحوظ مع فشل لجنة عدم التدخل. وقام القومييون والإيطالييون باستخدام القوة الجوية ضد الشحن؛ وأغرقت الطائرات سفينة واحدة على الأقل في السواحل الأسبانية، وذلك في الأشهر الأخيرة من عام 1937.
وفي المملكة المتحدة، وصف إيدن هجمات الغواصات بأنها هجمات وحشية. كما أشار إلى أن الهجمات على الغواصات سوف تقتصر على مناسبة الظروف وأن طرفي الحرب ليست لديهم القدرة على الانخراط في وجود السفن المحايدة. وكان حريصًا على تجنب تكوين«الكتلة الأنجلو الفرنسية السوفيتية». وكانت الصحافة البريطانية تؤيد الاتفاقية، على الرغم من أن صحيفة التايمز وصحيفة الجارديان أعربتا عن قلقهما. واتجه المؤرخون البريطانييون إلى اعتبار مؤتمر نيون موقفًا هامًا ضد العدوان، مع وجود بعض التحفظات. وصف كريستوفر سيتون-واتسون المؤتمر بأنه«انتصار دبلوماسي»، ولكن أشار جيل إدواردز إلى أنه فشل في إحداث تغيير في السياسة الإيطالية. خلقت الاتفاقية مزيدًا من الانقسامات بين وزير الخارجية إيدن، ورئيس الوزراء نيفيل تشامبرلين .
وكان ممثل الاتحاد السوفيتي، مكسيم ليتفينوف، مسرورًا بالنتائج. فقد سمحت الاتفاقية أيضًا بوجود المزيد من الموارد العسكرية في البحر الأبيض المتوسط، تُنشر حسب الحاجة. وشدد يتفينوف، على وجه الخصوص، على حق الاتحاد السوفيتي وهو «حق لا جدال فيه» بوجود القوات البحرية في البحر الأبيض المتوسط (وقد عارضت ألمانيا وإيطاليا ذلك في اجتماعات لجنة عدم التدخل). وقال أيضًا إنه يأسف على تخلف السفن التجارية الإسبانية - الأمر الذي أدى إلى اعتقا دول أخرى أن ذلك يتطلب منها التدخل الرسمي في الحرب الأهلية. وذكر أريتاس أكريس دوغلاس، فيسكاوت شيلستون والسفير البريطاني لدى الاتحاد السوفيتي، أن السوفييت نظروا إلى المؤتمر«باستحسان»، وطالبوا بقروض ائتمانية بضمان الدور الذي يقوم به ممثلوهم.
ومن ناحية أخرى، كان الرأي العام الفرنسي يؤيد نتائج المؤتمر بشدة. وكان سبب وجود انتقاد اليسار المتطرف الوحيد، هو أن سفن الجمهوريين لن تحظى بالحماية المباشرة. وكان الموقف الألماني متحفظًا، حيث كانت الصحافة راضية عن استبعاد السوفييت من الدوريات. وفي إسبانيا، أيد الجمهورييون المؤتمر- إلى حد كبير، وعارضه القوميين بقوة. أشاد الجمهورييون بتحسين سلامة طرق الشحن، ولكنهم لم يكونوا راضيين نوعًا ما- لعدم منح المحاربيين من الطرفين الحقوق الكاملة. وقدم القومييون عدة شكاوى، منهها واحدة بشأن طرق الشحن الموصى بها، ولكن لم تؤد أي من هذه إلى حدوث تغييرات في الاتفاقية. ولاقت الاتفاقية ترحيب أعضاء آخرين من عصبة الأمم. وقلل المؤرخون الإيطالييون من أهمية مؤتمر نيون، وغالبًا ما ينظرون إليه على أنه مجرد امتداد للجنة عدم التدخل.